# Ichthyoxenus geei
Ichthyoxenus geei is een pissebed uit de familie Cymothoidae. De wetenschappelijke naam van de soort is voor het eerst geldig gepubliceerd in 1921 door Boone.